# Megamastax amblyodus
Megamastax amblyodus es una especie extinta de sarcopterigio, único representante del género Megamastax. Vivió hace 423 millones de años en el Ludlowiano (Silúrico Superior). Sus fósiles fueron encontrados en China y es considerado como uno de los mayores depredadores del Silúrico y uno de los sarcopterigios más antiguos conocidos.